# Tofaga FC
Tofaga – tuwalski klub piłkarski założony w 1980 roku. Tofoga występuje w Tuvalu A-Division, będącą najwyższym poziomem rozgrywek na Tuvalu. Klub swoje mecze rozgrywa na Tuvalu Sports Ground w Funafuti, posiadającym 1500 miejsc siedzących. Jest to jedyny stadion piłkarski w Tuvalu.

## Historia
Tofaga jest jednym z najbardziej utytułowanych klubów w historii tuwalskiej piłki nożnej, z bogatą historią sukcesów zarówno w lidze, jak i w turniejach pucharowych.

## Sukcesy
- 1 Mistrzostwo kraju (2021)[4]
- 5 Pucharów Niepodległości (1998, 2006, 2010, 2012, 2013)[5]
- 9 Pucharów NBT Cup (2006, 2007, 2008, 2011, 2012, 2019, 2021, 2022, 2023)[5]
- 4 Finały NBT Cup (2009, 2013, 2018, 2020)[5]
- 3 Finały Pucharu Niepodległości (2008, 2009, 2023)[5]

## Druga drużyna
Tofaga B to drużyna rezerwowa klubu Tofaga z wyspy Vaitupu, rywalizująca w Tuvalu B-Division — lidze przeznaczonej dla zespołów rezerwowych klubów z A-Division. Podobnie jak inne drużyny w Tuvalu, zespół funkcjonuje na poziomie amatorskim i swoje mecze rozgrywa na jedynym stadionie w kraju, Tuvalu Sports Ground w Funafuti.

### Sukcesy zespołu:
- 5 Mistrzostw drugiej ligi (2006, 2009, 2011, 2013, 2021)[4]
- 6 Pucharów Niepodległości (dla drużyn z B-division) (2006, 2007, 2008, 2009, 2012, 2021)[5]
- 2 Finały Pucharu Niepodległości (2010, 2011)[5]